# Sangue intero

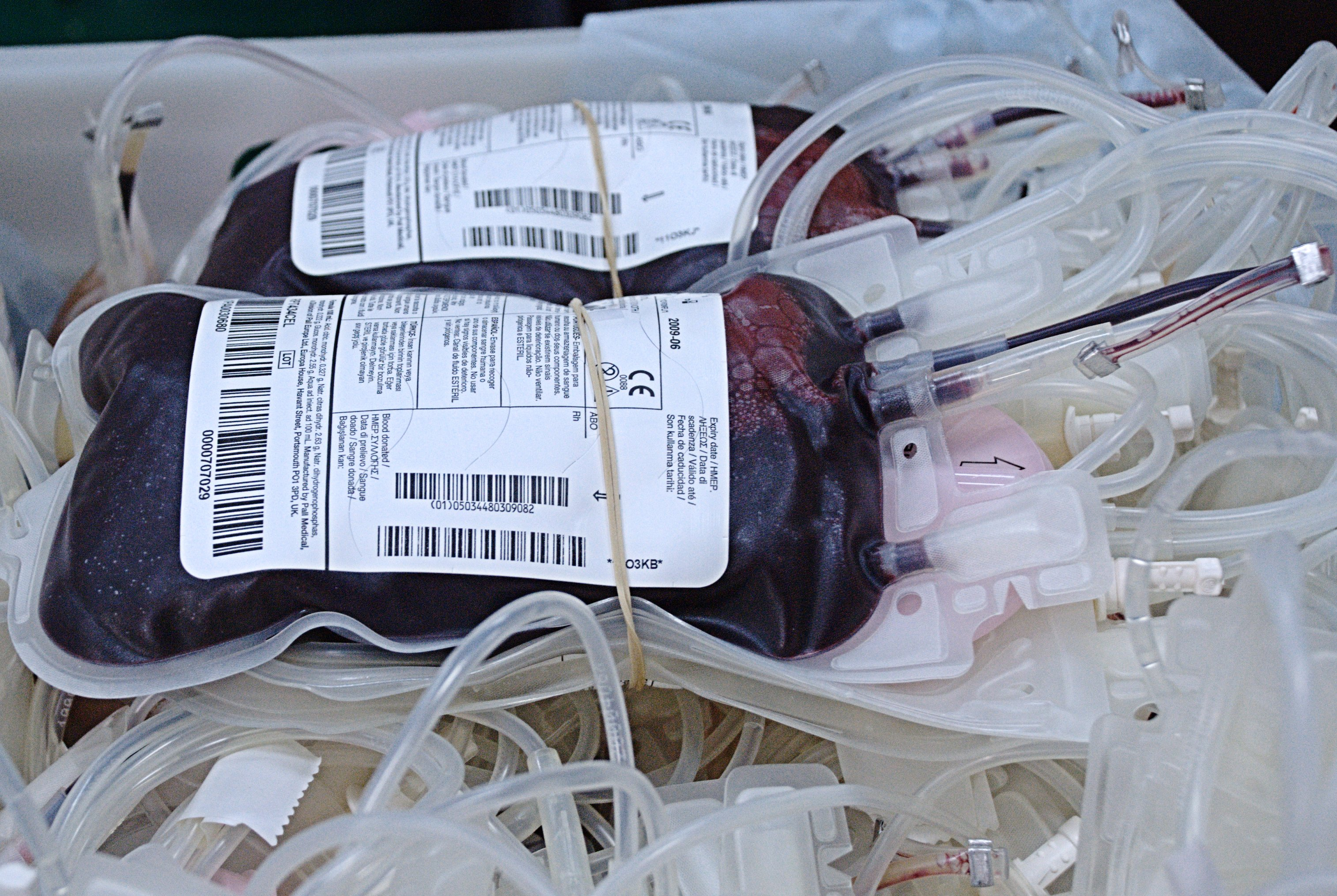
Due sacche di sangue intero ottenute da donazioni.

Il sangue intero (o S.I.) è il sangue umano derivante da una normale donazione di sangue; è costituito da globuli rossi, globuli bianchi, piastrine e plasma.

## Descrizione e utilizzo
Il sangue intero è in genere combinato con un anticoagulante e un conservante durante il processo di raccolta.
È incluso nell'elenco dei medicinali essenziali dell'Organizzazione mondiale della sanità, i medicinali più sicuri ed efficaci necessari in un sistema sanitario.
Il sangue intero non è più comunemente usato al di fuori dei paesi in via di sviluppo e dei militari. È usato per produrre emoderivati tra cui globuli rossi concentrati, concentrato piastrinico, crioprecipitato e plasma fresco congelato. È usato nel trattamento di sanguinamenti massicci, nell'exsanguinotrasfusione e per autotrasfusione. Viene somministrato per iniezione venosa.
La prima trasfusione di sangue intero avvenne nel 1818; tuttavia, l'uso non si diffuse fino alla prima e alla seconda guerra mondiale. Negli anni '80 il costo del sangue intero negli Stati Uniti era di circa 50 dollari per unità.